# Orízia
Les orízies (Oryziae) són una tribu de la família de les poàcies, que comprèn 11 gèneres, que inclouen tant arròs conreat (Oryza) com arròs salvatge (Zizania).

## Gèneres
There are 11 genera classified in two subtribes:
| Oryzinae                                                                                          | Zizaniinae |
| ------------------------------------------------------------------------------------------------- | --- |
| - Leersia Sw. - Maltebrunia Kunth - Oryza L. (syn. Porteresia Tateoka) - Prosphytochloa Schweick. | - Chikusichloa Koidz. - Hygroryza Nees - Luziola Juss. - Potamophila R.Br. - Rhynchoryza Baill. - Zizania L. - Zizaniopsis Doll & Asch. |